# レギオモンタヌスの問題
数学におけるレギオモンタヌスの問題（またはレギオモンタヌスの角度最大化問題（レギオモンタヌスのかくどさいだいかもんだい、英: Regiomontanus's angle maximization problem）とは、15世紀のドイツの数学者ヨハネス・ミュラー・フォン・ケーニヒスベルク（レギオモンタヌスの名でも知られる）が考案した有名な最大化問題である。問題は次の通り。

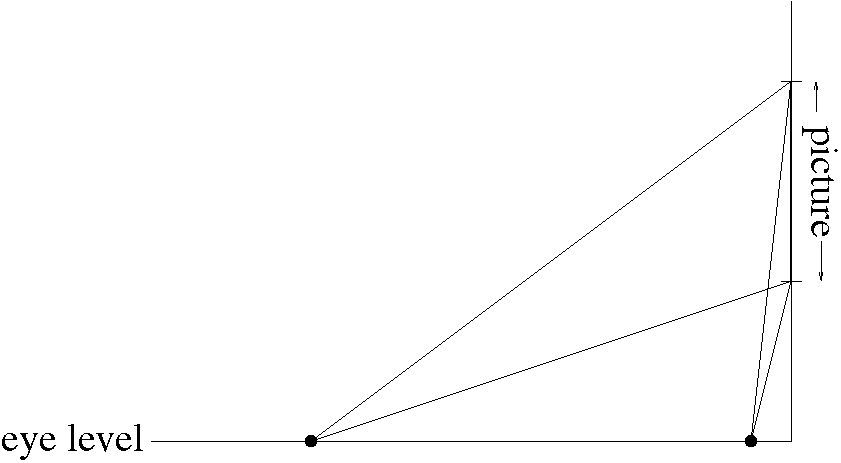
2つの点は鑑賞者の目の位置を表す。

絵画が壁に掛かっており、その上端と下端の高さが鑑賞者の目の高さより上にあるとする。このとき、鑑賞者（の目）の絵画に対する角度が最大になるのは、壁からどれだけ離れているときか。
鑑賞者が壁に近すぎても遠すぎても絵画に対する角度は小さくなってしまうため、その間のどこかで角度が最大になる。
ラグビーにおいてキックの最適な位置を求める問題もこれと同じである。また、必ずしも絵画が床に垂直でない設定で考えることもできる。（例：ピサの斜塔の窓を見る場合。不動産業者が、傾いた屋根に取り付けた屋根裏部屋の天窓を最も良く見せたい場合。）

## 初等幾何による解法

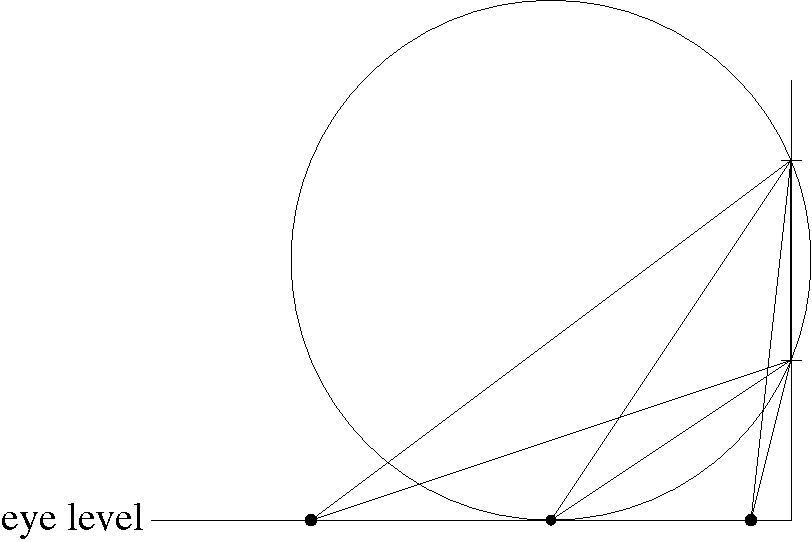

絵画の上下端を通り、目と水平な直線と接する円がただ一つ存在する。初等幾何学によれば、もしも鑑賞者の目の位置がこの円の周上を動けたとすれば円周角は一定であるが、水平線上で接点以外の位置にある場合はそれよりも小さくなる。
ユークリッドの『原論』（第3巻,命題3-36,方べきの定理）により、壁から接点までの距離は絵画の上端・下端の目からの高さの幾何平均になる。（絵画の下端の点を目と水平な直線について線対称移動し、この点と絵画の上端を直径とする円を描くと、水平線との交点がちょうど求める点になる（『原論』（第2巻,命題2-14）））

## 微分による解法
現在、この問題は多くの初年度向けの解析の教科書（例えばステュアート）に演習問題として載っていることから広く知られている。
a = 絵画の下端の高さ
b = 絵画の上端の高さ
x = 壁からの距離
α = 鑑賞者から見た絵画の下端の仰角
β = 鑑賞者から見た絵画の上端の仰角
とする。最大化したい角度は β − α である。この角度の増減はその正接の増減と一致するから、
{\displaystyle \tan(\beta -\alpha )={\frac {\tan \beta -\tan \alpha }{1+\tan \beta \tan \alpha }}={\frac {{\frac {b}{x}}-{\frac {a}{x}}}{1+{\frac {b}{x}}\cdot {\frac {a}{x}}}}=(b-a){\frac {x}{x^{2}+ab}}}
の最大化を考えればよく、b − a は正の定数だから分数の部分を最大化すればよい。微分すると
{\displaystyle {d \over dx}\left({\frac {x}{x^{2}+ab}}\right)={\frac {ab-x^{2}}{(x^{2}+ab)^{2}}}\qquad {\begin{cases}{}>0&{\text{if }}0\leq x<{\sqrt {ab\,{}}},\\{}=0&{\text{if }}x={\sqrt {ab\,{}}},\\{}<0&{\text{if }}x>{\sqrt {ab\,{}}}\end{cases}}}
となるから、x が 0 から √ab の範囲で増加、√ab 以上の範囲で減少する。よって x = √ab （ a  と  b の幾何平均）のとき最大になる。

## 代数計算による解法
{\displaystyle {\frac {x}{x^{2}+ab}}} の最大化を考えるところまでは同じで、これはその逆数
{\displaystyle {\frac {x^{2}+ab}{x}}=x+{\frac {ab}{x}}}
を最小化することと同じである。この式は平方完成によって
{\displaystyle {\begin{aligned}x+{\frac {ab}{x}}&=\underbrace {\left({\sqrt {x}}^{2}-2{\sqrt {x}}{\sqrt {\frac {ab}{x}}}+{\sqrt {\frac {ab}{x}}}^{2}\right)} _{\text{a perfect square}}+2{\sqrt {x}}{\sqrt {\frac {ab}{x}}}\\&=\left({\sqrt {x}}-{\sqrt {\frac {ab}{x}}}\,\right)^{2}+2{\sqrt {ab\,{}}}\end{aligned}}}
と変形できる。これは平方式の項が0になるとき、つまり x = √ab のとき最小になる（もしくは相加相乗平均の不等式を利用してもよい）。